# 共布
共布（ともぬの）
- 骨董の用語で、書画茶器など、作者や作者が依頼した権威ある人物による署名・書附や、作品を収める共箱とセットで用意された布。←→合布。
- 裁縫の用語　→　記事本文参照

## 概要
共布（ともぬの、ともぎれ）、共切れ（ともぎれ）、共地（ともじ）は、ある衣服を作成した生地と同じ生地、特に、作成した際に残った生地を指す、裁縫の用語。
特に、英語でセルフ・ファブリック (英語: self-fabric) という場合は、本体の生地と同じ生地で作られた他の製品や装飾（エンベリッシュメント）を指し、コントラスト・ファブリック (contrast fabric) の対義語とされる。日本語では、衣服本体と同じ生地でポケットを外側に設ける場合に、「ポケットを共布で作る」といい、衣服以外の布製品でも、例えば手提げ袋について「持ち手は共布で作る」といった表現をする。
通常、共布を用いるのは、前面や裏地など、一定のパターン模様にあわせてすっきりとした織目の線を出し、縫い付けられた部分が服全体と調和するようにするためである。特殊なボタンは、目立たなくするために共布で包まれた包みボタンとされることがある。
共布は、デザインの細部を目立たせる効果を出すために用いられることもある。例えば、コートに縫い付けられるポケットは、コントラスト・ファブリックによって目立たせることもできるが、通常は、共布でアップリケを作りポケットとする。エンベリッシュメントとしての共布の一般的な使用法には、一緒に身につけることが見込まれる2点の衣服を異なる布で製作した上で、そのうち一方にも部分的な装飾（トリム）に、共布を用いるといったことがある。特に、パイピングは、しばしば共布で行なわれる。
イギリスでは、共布を用いた縁取りなどのトリムが、ジョージア朝などロココ調が広まった時期に「Self Fabric trim」と称されて流行した。
日本の和服では、着物と共布でバッグや草履を作ることなどがある。
また、共布は、かけはぎ（かけつぎ）など補修に使用するために、保存されるべきものでもある。かけはぎ（かけつぎ）には、共布そのものを周囲の生地に差し込む方法（差込み）と共布などから取った糸で織り込む方法（織込み）がある。